# Paulo de Oliveira (athlétisme)
Ne doit pas être confondu avec Paulo André Camilo de Oliveira.
Paulo de Oliveira (né le 9 mai 1969) est un athlète brésilien, spécialiste du saut en longueur.
Son record personnel est de 7,94 m obtenu en 1994.